# مقاطعة هال (نبراسكا)
مقاطعة هال (بالإنجليزية: Hall County)‏ هي إحدى مقاطعات ولاية نبراسكا في الولايات المتحدة الأمريكية.